# Yamato (Kanagawa)
Yamato (jap. 大和市 Yamato-shi) – miasto w Japonii, w prefekturze Kanagawa, na wyspie Honsiu. Yamato jest jednym z „miast specjalnych” (jap. 特例市 tokurei-shi).

## Położenie
Miasto leży w centrum prefektury Kanagawa. Graniczy z:
- Zamą
- Fujisawą
- Ebiną
- Sagamiharą
- Ayase
- Jokohamą
- Machidą

## Gospodarka
W mieście rozwinął się przemysł maszynowy, samochodowy, elektroniczny oraz spożywczy.

## Historia
1 kwietnia 1889 roku, wraz z wprowadzeniem nowego podziału administracyjnego, w powiecie Kōza powstała wioska Tsurumi (jap. 鶴見村), która 25 września 1891 roku zmieniła nazwę na Yamato. 3 listopada 1943 roku Yamato zdobyło status miasteczka, a 1 lutego 1959 roku – status miasta.

## Populacja
Zmiany w populacji Yamato w latach 1970–2015:
| Rok  | Populacja |
| ---- | --------- |
| 1970 | 102 760   |
| 1975 | 145 881   |
| 1980 | 167 935   |
| 1985 | 177 669   |
| 1990 | 194 866   |
| 1995 | 203 933   |
| 2000 | 212 761   |
| 2005 | 221 220   |
| 2010 | 228 186   |
| 2015 | 232 922   |